# トーヴェ (デンマーク王妃)
トーヴェ（Tove, 10世紀）、トーヴァ（Tova）、トーファ（Tofa）またはトーラ（Thora）は、スラヴ人の族長の娘で、デンマーク王ハーラル1世の王妃の1人。
トーヴェの名は石碑にルーン文字でᛏᚢᚠᛅと刻まれている。トーヴェはオボトリート族長ムスティヴォイの娘である。ハーラル1世とは970年頃に結婚したとみられる。トーヴェに子供がいたかどうかは不明であるが、スヴェン1世の母とも推測されている。トーヴェは母の記念としてスナ・ヴィシング石碑（Sønder Vissing Runestone）を作らせた。

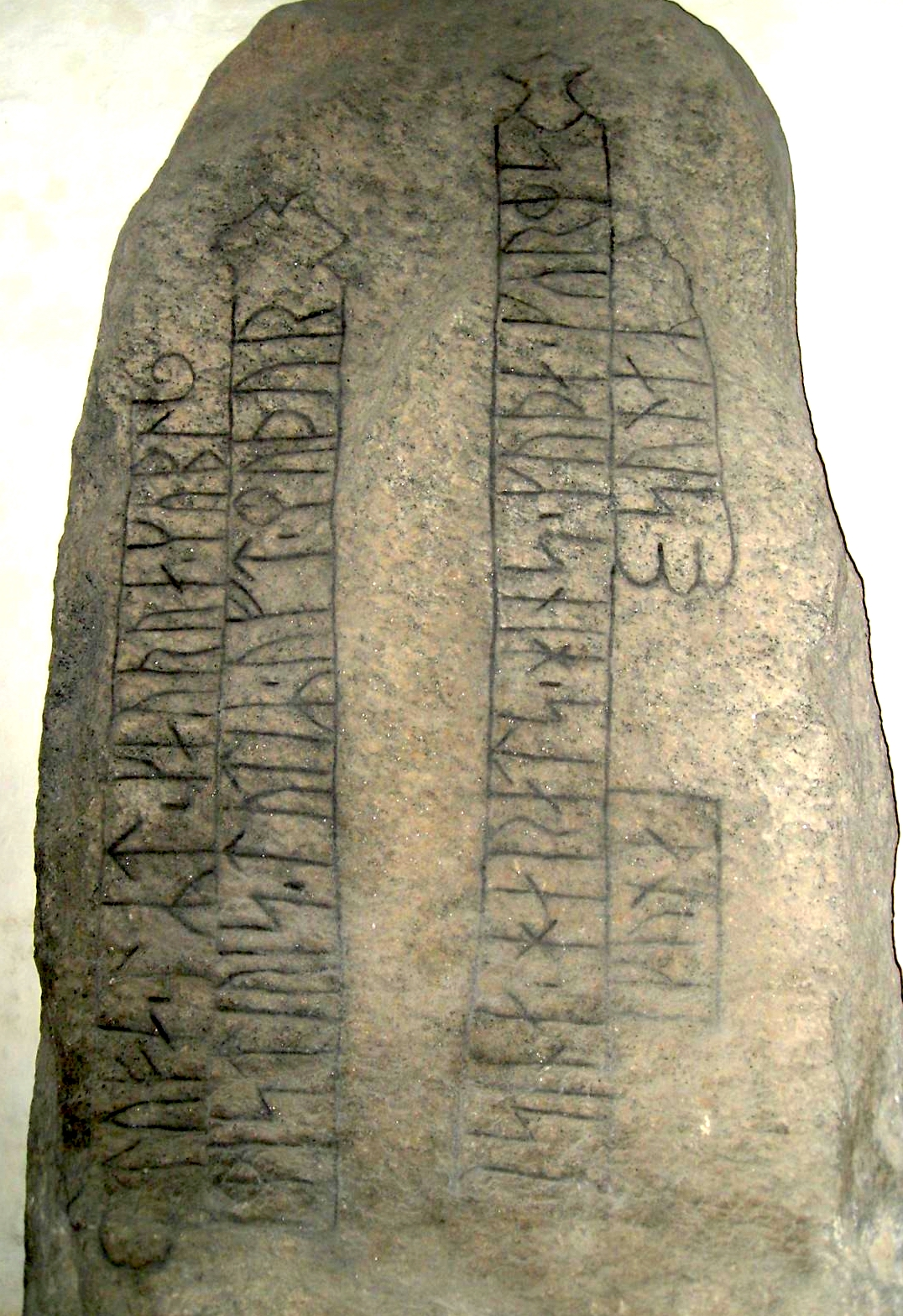
スナ・ヴィシング石碑